# Valery Fernández
Valery Fernández, appelé parfois juste Valery, né le 23 novembre 1999 à L'Escala en Espagne, est un footballeur espagnol qui évolue au poste d'ailier gauche.

## Biographie

### Formation
Né à L'Escala en Espagne, Valery Fernández intègre La Masia, le centre de formation du FC Barcelone, en 2011. En 2014 il retourne au Girona FC, club avec lequel il évoluait avant de rejoindre Barcelone. En 2018 il joue pour le CF Peralada en troisième division espagnole.

### Girona CF
Formé au Girona FC, Valery débute en professionnel avec l'équipe première le 31 octobre 2018, lors d'une rencontre de Copa del Rey face au Deportivo Alavés où il est titularisé (2-2). Le 2 décembre de la même année il joue son premier match en Liga lors de la quatorzième journée de la saison 2018-2019, face à l'Atletico Madrid. Il entre en cours de partie à la place d'Aleix García et les deux équipes se séparent sur un match nul (1-1). Le 3 décembre suivant le jeune joueur de 19 ans prolonge son contrat jusqu'en juin 2023. Le 16 janvier 2019 en Copa del Rey Valery Fernández inscrit son premier but face à l'Atletico Madrid. Les deux équipes se neutralisent une nouvelle fois ce jour-là (3-3).
En juillet 2019, Valery Fernández se blesse gravement au ligament croisé antérieur du genou gauche lors d'un match de pré-saison, ce qui lui vaut d'être écarté des terrains pendant presque toute la saison 2019-2020.
Le 16 janvier 2021, il se fait remarquer lors d'une rencontre de Copa del Rey face au Cádiz CF en réalisant un doublé. Il permet ainsi à son équipe de s'imposer par deux buts à zéro et de se qualifier pour le tour suivant,.
Le 8 février 2023, Valery prolonge son contrat avec le Girona FC, étant alors lié au club jusqu'en juin 2026.

### Prêt à Majorque
Le 30 août 2024, Valery Fernández est prêté par Girona au RCD Majorque pour une saison.

### En sélection
Valery Fernández est convoqué pour la première fois avec l'équipe d'Espagne espoirs en août 2020.